# 王艳清
王艳清（1976年8月—），新疆巴里坤人，汉族，无党派人士。中华人民共和国政治人物、第十三届全国人民代表大会新疆地区代表。

## 生平
2018年2月24日，当选为第十三届全国人大代表。